# César Martínez
César Enrique Martínez Quintero (Santa Teresa, Miranda, Venezuela; 30 de septiembre de 1991) es un futbolista venezolano que juega como delantero en el Zamora Fútbol Club de la Primera División de Venezuela.

## Trayectoria

### Zamora F.C
Debutó con el Zamora F.C. en la 2011/12 logrando establecerse cómo un revulsivo en donde entró de cambio en 12 partidos y solo en 3 de titular, sin lograr un gol. Con el Zamora tuvo la oportunidad en esa misma temporada, de disputar al menos pocos minutos en la Copa Libertadores ante Arsernal de Sarandi de Argentina. 
A pesar de un buen inicio de carrera, en las siguientes dos temporadas su participación fue poco recurrente, en donde dichas temporadas su equipo salió Campeón en ambas oportunidades, sin tenerlo a él de protagonista. Para el Adecuación 2015, Martínez se vuelve a establcer como un revulsivo entrando hasta 18 veces desde el banco de suplentes y jugando solo 1 partido de titular, en dicha temporada logró anotar 6 goles. Para la temporada 2016, logró realizar su mejor temporada, que se vio recompensada con el título de Campeones, jugando 37 partidos y anotando 11 goles. Además disputó 4 partidos de fase de grupo de la Copa Libertadores.

### Monagas S.C
Para el Torneo Clausura 2017, César Martínez es fichado por el Monagas SC hasta diciembre de 2019.

### Santos F.C.
En el 2022 fichó por el Santos FC de la Liga 2 de Perú, quedándose a un paso del ascenso. Jugó un total de 7 partidos y anotó 3 goles.

## Clubes
| Club              | País      | Año         | Partidos | Goles |
| ----------------- | --------- | ----------- | -------- | ----- |
| Zamora FC         | Venezuela | 2010 - 2017 | 129      | 26    |
| Monagas SC        | Venezuela | 2017        | 11       | 1     |
| Deportivo Táchira | Venezuela | 2018        | 14       | 2     |
| Monagas SC        | Venezuela | 2019        | 11       | 1     |
| Trujillanos FC    | Venezuela | 2019        | 16       | 5     |
| ACD Lara          | Venezuela | 2020        | 20       | 3     |
| Portuguesa FC     | Venezuela | 2021        | 10       | 0     |
| Santos FC         | Perú      | 2022        | 7        | 3     |
| Zamora FC         | Venezuela | 2023 - Act. | 21       | 3     |

## Palmarés

### Campeonatos nacionales
| Título           | Club    | País      | Año  |
| ---------------- | ------- | --------- | ---- |
| Primera División | Monagas | Venezuela | 2017 |